# Hildegard Thorell
Hildegard Katarina Thorell, de soltera Bergendal, (Nykroppa, Värmland, 22 de maig de 1850 - Estocolm, 2 de febrer de 1930) fou una pintora sueca.

## Biografia
Era filla de l'amo d'una siderúrgia. L'any 1872 va contreure matrimoni amb l'auditor O. R. Thorell. Va estudiar a la Konstfack (Col·legi Universitari d'Arts, Ofici i Disseny) a Estocolm entre els anys 1876 i 1879, on era l'única estudiant casada. Després d'això va ser aprenent de Bertha Wegmann.
Després va viatjar a París, on va aprendre de Léon Bonnat i Jean-Léon Gérôme.
L'any 1898 es van poder veure dues de les seves obres, Camperoles sueques i Dona de dol, dins de la secció estrangera de la Quarta Exposició de Belles Arts i Indústries Artístiques que es va fer al Palau de Belles Arts de Barcelona.
Thorell va pintar principalment retrats de gran grandària, com, per exemple, Modersglädje ("Plaure maternal") i Damporträtt ("Retrat femení").
Es conserva obra de Hildegard Thorell al Stiftelsen Nordiska museet (Museu Nòrdic, Djurgården), al Nationalmuseum de Suècia i al Länsmuseet Gävleborg (Museu Comarcal de Gävleborg, Gävle).

## Galeria

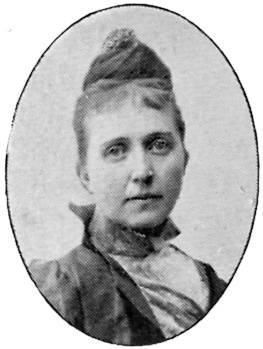
Hildegard Thorell, 1901. Svenskt Porträttgalleri XX.
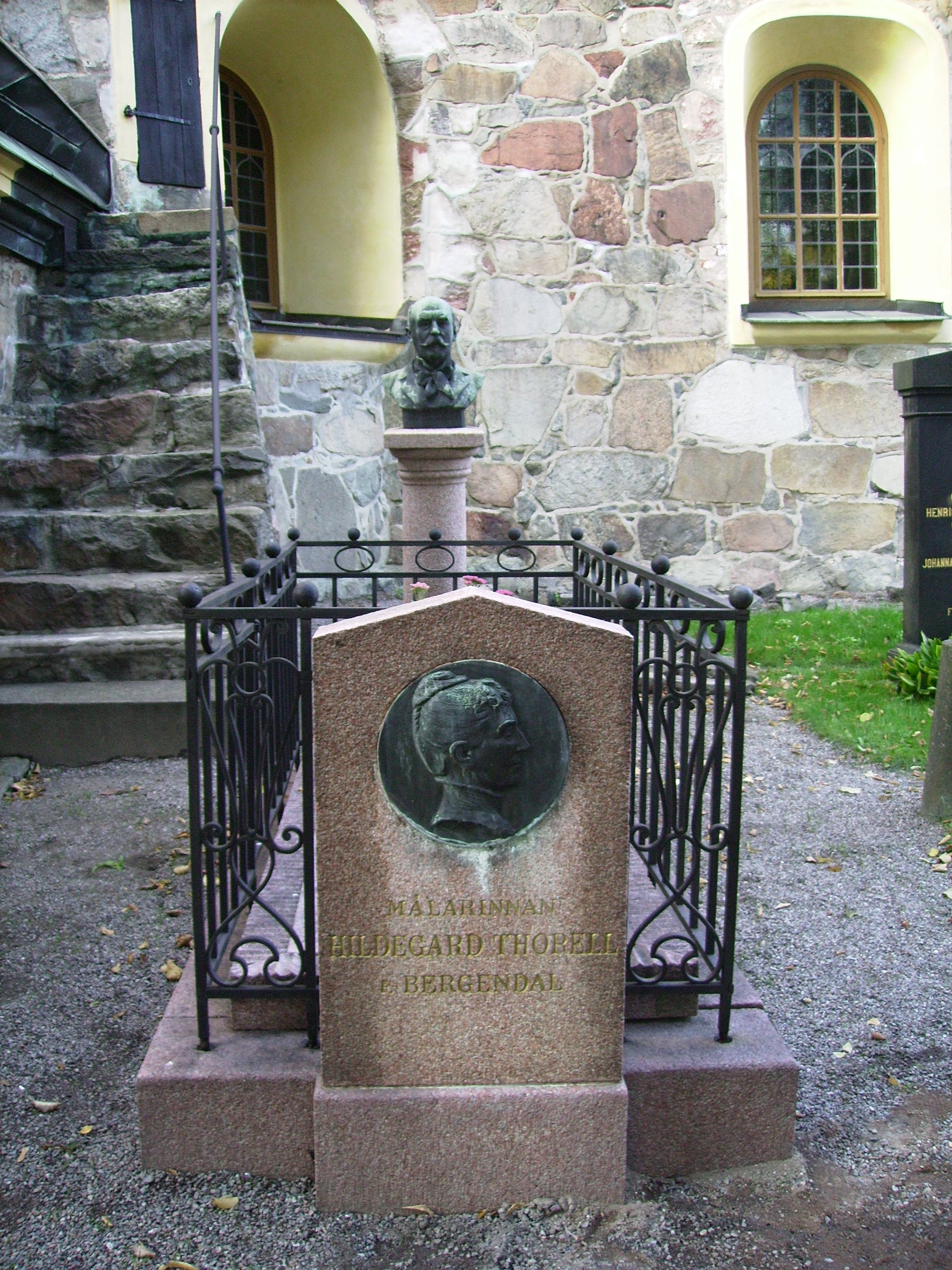
Tomba de Hildegard Thorell a Estocolm
Bertha Wegmann, Hildegard Thorell, l'artista, 1880. Nationalmuseum.
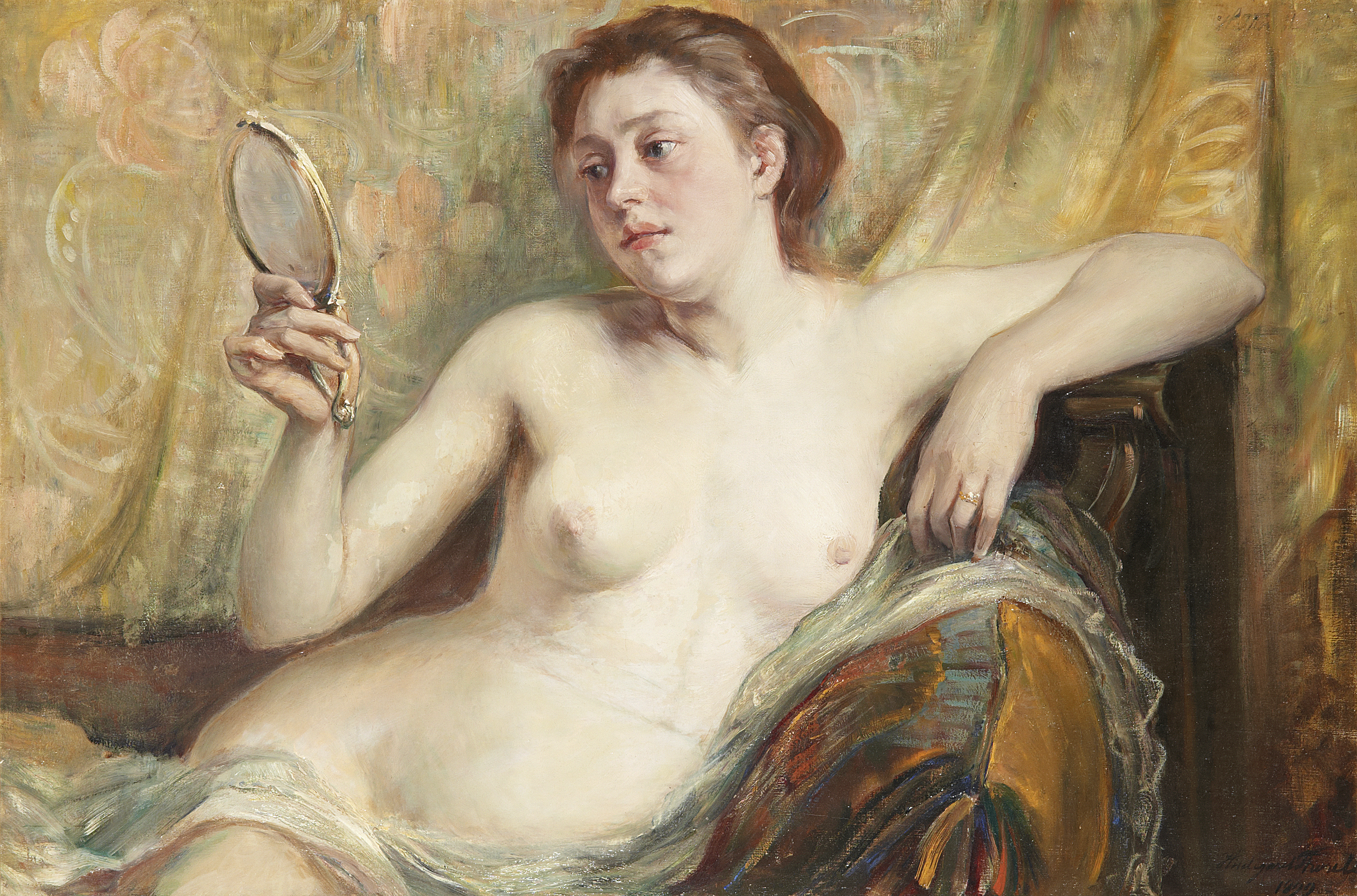
Modell med spegel (Model amb mirall), oli sobre tela, 1899
Lady in Mourning (Dona de dol), 1896. Nationalmuseum.
Reinhold Norstedt, 1892. Nationalmuseum.
Hildegard and Alfhild Tamm Children, 1882. Nationalmuseum.
Augusta Charlotta Sofia Wästfelt, 1913. Nationalmuseum.
Maternal Joy. The Wife of the Artist Jacob Kulle, 1894 (Joia maternal. La dona de l'artista Jacob Kulle). Nationalmuseum.
Beate Rosencrantz, 1889. Nationalmuseum.